# Conférence des religieux et religieuses de France
Ne doit pas être confondu avec Coreff.
La Conférence des religieux et religieuses de France (Corref) est une association loi de 1901 regroupant les instituts religieux et les sociétés de vie apostolique au sein de l'Église catholique en France.
La Corref a été créée à Lourdes en novembre 2008 de la fusion de deux conférences existantes depuis 1968 sous le terme d'Unions, renommées en 1984  : la Conférence des supérieures majeures - congrégations féminines (CSMF) et de la Conférence des supérieurs majeurs en France - instituts masculins (CSM),, suivant un mouvement ouest-européen ou plusieurs conférences masculines et féminines ont fusionné – ou sont en train de le faire - en une conférences unique (Espagne, Portugal, Irlande, Pays-Bas, Allemagne, Belgique).
Elle collabore avec la Conférence des évêques de France sur les questions d'intérêt commun afin de mieux servir l'Église catholique. Son action s'étend également au niveau des provinces ecclésiastiques et des diocèses, en assurant une articulation avec le niveau national.
Elle exerce une représentation unique auprès des pouvoirs publics et des instances décisionnelles, tant dans l'Église que dans la société civile.
La CORREF s'engage activement dans la lutte contre les abus sexuels et les abus d'autorité dans la vie religieuse, en soutenant des initiatives de prévention, de formation et de communication.
Elle a été, avec la Conférence des évêques de France, à l'initiative de la création de la Commission indépendante sur les abus sexuels dans l'Église (Ciase) qui a remis son rapport le 5 octobre 2021,. Elle crée en avril 2022 un fond de dotation nommé FREVAS pour « l'indemnisation des victimes d'actes de pédocriminalité de religieux 
ou religieuses dont l'indemnisation n'est pas possible par la communauté » .
Elle fédère 323 instituts féminins apostoliques, 89 instituts masculins apostoliques et 51 monastères masculins soit 21 982 religieuses apostoliques, 6 031 religieux dont 1 074 moines et à l'étranger 1 246 religieuses apostoliques et 521 religieux français. La Conférence monastique de France (CMF) fait partie de la Corref.
Elle présente son rôle ainsi : 
« 
- manifester les deux dimensions constitutives de la vie religieuse : apostolique et monastique
- vivre la complémentarité masculine et féminine
- travailler à une plus grande communion et solidarité entre les instituts
- favoriser une attitude d’écoute et de vigilance évangéliques face aux questions et défis de l’humanité du XXIe siècle
- soutenir les générations les plus jeunes »[2].

La Corref est animée par un conseil de 16 membres (8 religieuses et 8 religieux) et tient son assemblée générale tous les deux ans.
Présidence de l'association depuis sa création :
1. Sa présidente actuelle, élue en 2016, est Véronique Margron[9], théologienne et prieure provinciale de France des Sœurs de la charité dominicaines de la Présentation.
2. Frère Jean-Pierre Longeat présidait de 2010-2016. Il est moine bénédictin de l'abbaye de Ligugé[10]
3. Frère Nicolas Capelle est le premier président de la Corref  de 2008-2010 Il est frère des Écoles Chrétiennes[11].